# Directive Services
La directive du 12 décembre 2006 relative aux services dans le marché intérieur, dite « directive Services » ou « directive Bolkestein », est une directive de l'Union européenne présentée initialement par l’ancien commissaire européen au Marché intérieur Frits Bolkestein et adoptée dans le cadre de la procédure de codécision — après de multiples amendements qui ont modifié significativement le projet de directive —, par le Conseil de l'Union européenne le 24 juillet 2006 puis par le Parlement européen le 15 novembre 2006, en tant que directive 2006/123/CE. La directive modifie marginalement la législation sur le marché des services au sein de la Communauté européenne, en simplifiant pour un prestataire de services d'un État membre les conditions dans lesquelles il peut opérer dans un autre État membre.
La proposition initiale de libéralisation des services, votée une première fois par le Parlement le 13 février 2003, a rencontré l'opposition d'une partie de la gauche et de syndicats dans plusieurs pays, dont en particulier la France et la Belgique, ainsi que de plusieurs gouvernements (voir la section Débat ci-dessous). Ce projet de directive a également été largement utilisé comme argument par une partie de la gauche ainsi que la droite souverainiste lors de la campagne référendaire française sur le Traité constitutionnel européen en 2005, cristallisant le débat sur l'« Europe libérale » et sur l'allégorie du « plombier polonais ». L'échec du Traité constitutionnel européen n'a pas empêché le texte d'être adopté, après des amendements par le Parlement européen en février 2006 afin que le texte ne se réfère plus explicitement au principe du pays d'origine.

## Origines
Le Parlement européen note que « l'objectif d'assurer la libre circulation des services en Europe ne date pas d'aujourd'hui. En réalité, dès 1957, les six pays fondateurs de la Communauté économique européenne s'étaient engagés à réaliser un grand marché dans lequel circuleraient librement les personnes, les biens, les capitaux et… les services. Quarante-cinq ans plus tard, des quatre libertés inscrites dans le Traité de Rome, celle touchant aux services n'a pas été réalisée. »
Cet objectif d'abaissement des barrières non tarifaires a été réaffirmé dans la stratégie de Lisbonne de 2000. Cet objectif de lever les obstacles à un marché commun des services est d'autant plus essentiel pour la vie économique de l'Union que ces activités représentent jusqu'à 70 % du PIB de certains pays de l'Union. Il s'est cependant heurté à de nombreux obstacles protectionnistes mis en place par des États membres, qui ont entraîné une série de condamnations en vertu de manquements à l'application d'articles de loi européens (voir notamment Commission c. Italie sur les organisations de foires et Commission c. Luxembourg sur les mandataires en brevets.
La présente proposition est une proposition de directive : elle indique un cadre juridique général à appliquer par les États membres, mais n'a pas la précision d'un règlement - les détails des modalités d'applications sont laissés à l'appréciation des corps législatifs nationaux. Cette proposition n'a pas non plus vocation à harmoniser chaque détail du marché des prestations de service dans les États membres.
Adoptée, la Directive ne propose qu'un socle commun de questions essentielles au bon fonctionnement de l'offre de services entre pays membres de l'Union : cela veut dire la mise en place d'un cadre juridique dans chaque pays (sans préjuger de la méthode ou du contenu exact des textes nationaux, l'important étant qu'ils se conforment à l'esprit de la Directive), la clarification des rôles respectifs des lois de l'État membre et de l'État destinataire des services, ainsi que la garantie d'une égale accessibilité des prestataires aux différents marchés nationaux.
Cette directive peut être mise en perspective par la comparaison avec l'accord général sur le commerce des services (AGCS), de portée mondiale, proposé à l'OMC et qui tend à libéraliser les marchés des services dans le monde. Les buts sont donc les mêmes.

### Note sur la dénomination
Le nom de Bolkestein fut souvent prononcé à tort à l'allemande, comme dans Frankenstein, alors que la prononciation néerlandaise correcte est « bolkestêïn ». La confusion était entretenue par le fait que certains opposants la surnommaient « directive Frankenstein ».

## Historique

### Principe du pays d'origine (PPO)

#### Définition
Évoqué dans sa première mouture rédigée par le commissaire Bolkestein, le principe du pays d'origine (PPO) n'était voué qu'à s'appliquer dans le cadre de la fourniture transfrontalière de services : si le prestataire de service venait à établir une structure fixe dans le pays client (par exemple un restaurant ou un laboratoire), il devrait dès lors obéir aux exigences administratives et juridiques de celui-ci (liberté d'établissement). Il convient cependant de souligner d'une part que la distinction entre prestation et établissement est loin d'être nette  et que la jurisprudence de la CJCE est sensiblement la même pour la prestation et l'établissement. Si sa présence était ponctuelle, il n'était lié qu'aux réglementations de son pays d'origine. Il lui était toutefois possible d'entretenir un bureau de représentation dans les autres États membres.
Ce projet de directive fait suite à et s'inscrit en fait dans le cadre de la directive 96/71/CE du Parlement et du Conseil du 16 décembre 1996 concernant le détachement de travailleurs effectué dans le cadre d'une prestation de services. Celle-ci précise (art. 3) que les conditions de travail applicables (salaire minimum, congés, règles d'hygiène et sécurité, etc.) sont les règles minimales prévues par le droit du travail du pays où le travailleur est détaché (et donc pas le pays d'origine). Le PPO concerne les modalités légales concernant la règlementation économique applicable au prestataire de service (nécessité de diplômes adéquats, patentes et enregistrement au registre du commerce, par exemple), ainsi que la fonction de contrôle de l'activité (assuré également par le pays d'origine de l'entreprise) : si la société est agréée par un pays de l'Union, les autres États membres doivent lui reconnaître l'autorisation de fournir des services sur leur territoire - il ne peut y avoir de discrimination. Dans le cadre de la liberté de circulation des marchandises, on pourrait se référer au Principe du cassis de Dijon ou, pour les services directement à l'arrêt Säger (C-76/90 du 25 juillet 1991) qui en son point 12 établit que la liberté de prestation des services suppose que le prestataire exerce légalement l'activité dans son état d'origine. La Cour de justice des Communautés européennes (CJCE) s'est ainsi assurée qu'un prestataire de services n'ait pas à se soumettre aux exigences réglementaires quant à l'activité exercée du pays d'origine et du pays de destination. Pour la CJCE, les règlementations nationales poursuivent le même but et donc peu importe laquelle est applicable : c'est le principe de reconnaissance mutuelle des législations. Ce principe n'est pas consacré pour le moment en matière de droit des travailleurs (directive 96/71/CE précitée).
Le traité pose cependant des limites (articles 45 et 46 applicables par le biais de l'article 55) dès lors que l'activité en question relève de l'exercice de l'autorité publique ou dès lors que des restrictions visent à protéger l'ordre public, la santé publique ou la sécurité publique. La Cour de justice des Communautés européennes applique de plus l'exception des raisons impérieuses d'intérêt général : une réglementation peut restreindre la liberté de prestation de services pour une telle raison, dès lors qu'elle respecte les principes de nécessité et de proportionnalité (Cassis de Dijon). Ainsi, dès lors que la règlementation économique du pays d'origine ne respecte pas une telle raison impérieuse, le pays de destination peut à cet effet imposer sa propre réglementation.
De fait, cette directive a pour but d'éliminer certaines barrières non tarifaires (une forme de protectionnisme) qui subsistent à l'intérieur de l'Union : la prestation de services se fait directement du fournisseur au consommateur, et est allégée du poids administratif lié aux demandes de permis et autres autorisations de travail, dont la procédure d'octroi est trop souvent complexe, variable, opaque et soumise à des préférences nationales non justifiées dans une Europe sans frontières intérieures : les États membres auraient dû notamment mettre en place avant le 31 décembre 2008 un « Guichet unique » auprès duquel le prestataire pourra faire toutes les démarches administratives nécessaires à son établissement (art. 6). La procédure d'octroi des autorisations de pratiquer doit être clairement décrite et transparente, et égale pour tous les prestataires, qu'ils soient basés dans le pays destinataire du service ou pas.

#### Dérogations
Des dérogations au principe du pays d'origine sont cependant prévues, notamment à l'article 17 de la Directive, et ce afin de pallier les disparités trop grandes entre pays. Ces dérogations concernent notamment :
- Les conditions de travail (art. 17.5 et 24.1) : la prestation de services dans un pays donné reste subordonnée à l'application de la Directive sur le détachement des travailleurs (96/71/CE). Toutes les matières couvertes par cette Directive (telles que le salaire minimum, le temps de travail, la sécurité, les standards d’hygiène et de sécurité, etc.) sont exclues du principe du pays d’origine : le prestataire se doit de respecter ces conditions de travail pour ses employés détachés dans un autre État membre ;
- Les qualifications professionnelles (art. 17.8) : l'exercice d'une activité donnée sera conditionnée à la démonstration d'une qualification professionnelle adéquate ;
- les exigences spécifiques du lieu où est réalisée la prestation (art. 17.17) : ces restrictions s'appliquent aux caractéristiques particulières des lieux « où le service est fourni et dont le respect est indispensable pour assurer le maintien de l'ordre public ou de la sécurité publique ou la protection de la santé publique ou de l'environnement » ;
- les dérogations transitoires (art. 18) : l'application de la directive pour ces services (comme par ex. les transports de fonds) est repoussée jusqu'en 2010 ;
- les dérogations au cas par cas : en cas de risque particulier, les États membres peuvent décider de la suspension de l'application de la Directive à un type de service donné ;
- les services n'entrant pas dans le cadre de cette directive :
  - Les services non économiques tels que définis par la jurisprudence de la Cour de justice des Communautés européennes (art. 4.1). Entrent également dans cette catégorie la plupart des services publics (eau, énergie, éducation, administration) ;
  - Les services financiers (art. 2.2.a) ;
  - Les services et réseaux de communication électroniques (art. 2.2.b) ;
  - Les services de transport, qui sont déjà réglementés par des instruments communautaires propres (art. 2.2.c), à travers le cabotage qui est autorisé dans le transport routier depuis le 1er juillet 1998 par les règlements CEE no 3118/93 du Conseil du 25 octobre 1993 et CE no 792/94 de la Commission du 8 avril 1994. Ces règlements faisaient suite à la condamnation du Conseil par la CJCE en 1985 (affaire 13/83), après un recours en manquement déposé par le Parlement européen, qui constatait le défaut d'application de résolutions sur la libre-circulation datant de 1968. Contrairement au présent projet de libéralisation des services, ces règlements permettent d'employer des conducteurs étrangers au tarif du pays d'origine pour des transports dans un seul pays (sous certaines conditions, notamment un temps maximal de 10 jours par mois dans le même pays étranger, et l'absence de structure fixe de la compagnie-mère dans le pays de cabotage). Dans son livre noir, la Fédération nationale du transport routier (FNTR) française parla — improprement — de « bolkesteinisation » du secteur routier qui, conjuguée à une importante taxation, aurait selon elle contribué à la perte de parts de marché par les transporteurs français par rapport à leurs concurrents italiens, espagnols, portugais ou luxembourgeois[11]. La FNTR plaide cependant pour une poursuite de la réglementation par directives et de la libéralisation des transports au niveau européen.

#### Polémiques sur le «principe du pays d'origine»
Le texte initial proposé par le commissaire Frits Bolkestein et notamment son « Principe du pays d'origine » engendra une polémique puis une contestation forte, tout particulièrement en France. Selon ce nouveau principe introduit par la directive, le contrôle de l'application du droit du travail serait conféré au pays d'origine du travailleur et non plus au pays dans lequel s'effectue le travail. Cette perspective fait craindre, en particulier aux pays de l'ouest de l'UE, un risque de dumping social : les travailleurs des pays le mieux-disants sur le plan des droits sociaux se retrouveraient désavantagés dans la concurrence face aux travailleurs issus de pays moins avancés socialement, comme pouvaient l'être les nouveaux États membres. Ce risque a trouvé son incarnation dans l'opinion publique française sous l'allégorie du « plombier polonais » : ce plombier serait en effet soumis au régime des droits sociaux polonais, moins favorables que les droits français qui protègent ses collègues français.

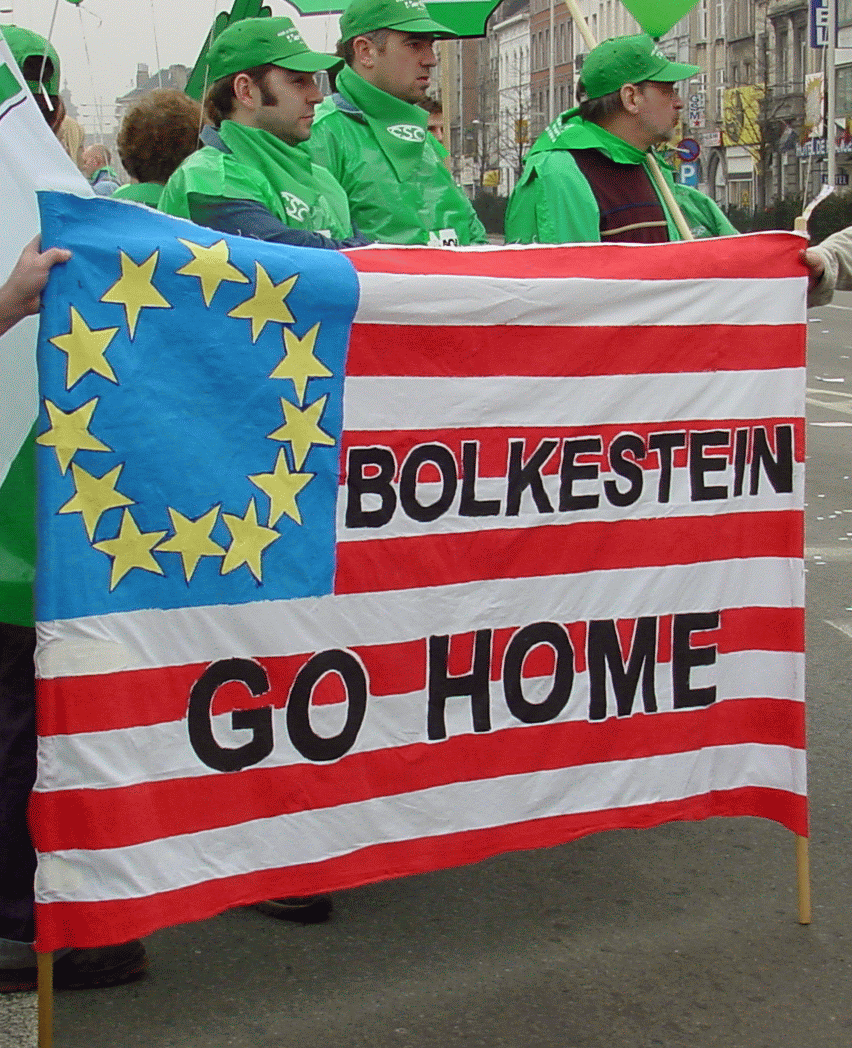
Protestation contre la directive Bolkestein à Bruxelles, affirmant que cette directive serait d'inspiration américaine.

La Confédération européenne des syndicats se montre très tôt opposée au texte. Elle fait de la directive Bolkestein sa principale cible lors de la manifestation européenne de Bruxelles du 19 mars 2005. Parmi les députés européens, l'opposition montante à la directive est menée principalement par les députés de gauche et écologistes des pays de l'Europe de l’Ouest, les souverainistes français et certains députés de la droite parlementaire notamment en France et en Allemagne. Dans une conférence à Lille, le 4 mars 2005, relatée dans les médias, Daniel Cohn-Bendit annonce que la directive Bolkestein dans sa mouture de l'époque (principe du pays d'origine notamment) avait vécu et « serait retirée dans une semaine ».
En France, la polémique prend rapidement une importance grandissante dans le contexte du futur référendum sur le Traité établissant une Constitution pour l'Europe (TCE) dont le vote est prévu fin mai. La directive est dénoncée par certains de ses opposants comme représentant l'« orientation libérale » de la réglementation européenne. La plupart des opposants français au TCE s'opposaient également à la directive Bolkestein et en avaient fait un argument de campagne affirmant qu'un échec du référendum constituerait un coup d'arrêt pour la directive Bolkestein. Un argument que ne partageait évidemment pas les opposants à la directive favorables au TCE.
La polémique fut également très vive en Belgique et en Suède où une entreprise lettone devait construire une école à Vaxholm au nord de Stockholm avec des ouvriers sous contrat et salaire lettons (la Suède ne possède pas de législation forte du travail ni de salaire minimum, tous les rapports de travail y sont réglés par convention collective). Le différend portait sur l'application de la directive de 1996 relative au détachement des travailleurs. D'autres « anticipations illégales » du principe du pays d'origine ont également eu lieu, notamment dans les régions frontalières de l'Allemagne. Par ailleurs, aux Pays-Bas, où le Parlement s'est engagé dans un référendum à valeur consultative en vue de l'adoption du TCE (qui se soldera par un rejet, le 1er juin 2005), la crainte du « plombier polonais » mobilise l'opinion.
Confronté à la perspective d'un échec du référendum sur le TCE, le gouvernement français entreprend de convaincre les autres pays membres de revenir sur le texte. Le 15 mars, à l'Assemblée nationale française, Claudie Haigneré, ministre déléguée aux Affaires européennes, déclare : « Le gouvernement considère que [ce texte] n’est pas acceptable en l’état et doit faire l’objet d'une remise à plat. Nous voulons une autre directive que celle-là… ». Lors du sommet européen de Bruxelles du 22 mars 2005, le Conseil demande la réécriture par la Commission de la directive, notamment les conditions d'application du principe du pays d'origine. À l’issue de ce Conseil, le président français Jacques Chirac qui avait demandé la « remise à plat » de la 3e version de ce projet de directive, annonce « La directive Bolkestein n’existe plus ». En fait, la directive existe toujours mais elle a expurgé de la section consacré au principe du pays d'origine et son parcours législatif suit son cours. Le nouveau texte est programmé pour une première lecture devant le Parlement européen au début de 2006. Entre-temps, l'actualité européenne est marquée par le « non » français au référendum pour le TCE. Pour de nombreux commentateurs, la directive Bolkestein a joué un rôle non négligeable dans la défiance de l'opinion vis-à-vis du Traité.
Le texte qu'aura à examiner le Parlement est donc une directive largement remaniée et débarrassée du controversé principe du pays d'origine. L'eurodéputé allemand Daniel Cohn-Bendit, président du groupe vert explique que « le non français [au référendum sur le Traité constitutionnel européen] n'a rien changé à la discussion. Ce qui a tout changé, c'est la grande coalition allemande qui a obligé la CDU-CSU à accepter l'abandon du PPO [Principe du pays d'origine]. Sans ça, il serait passé sans problème, la majorité du Parlement étant à droite. » La grande coalition qui oblige les deux partis de masse (Volkspartei) à se mettre d'accord sur une position commune représente en effet un poids moteur dans la recherche de compromis avec 63 députés (CDU 40 ; SPD 23) répartis dans les deux groupes stratégiques. Pour comparaison, l'UMP qui détenait à la même époque l'essentiel du pouvoir politique en France a 17 députés européens.
L'échec retentissant du TCE devant les peuples français puis néerlandais ne modifie pourtant la nature du Parlement européen qui aura à examiner le texte. Ce dernier même débarrassé du principe du pays d'origine reste largement critiqué bien que dans l'intervalle la droite parlementaire française se montre plus favorable au nouveau texte. La gauche et les verts dénoncent ainsi le manque de clarté du texte qui, s'il ne fait plus référence au pays d'origine, ne fait néanmoins pas « référence explicite au principe du pays de destination ». Le député européen Vert Alain Lipietz, opposant à la directive mais favorable au TCE, décrit ainsi la situation : « Il se confirme qu’il est exclu d’obtenir une majorité pour rejeter purement et simplement la Directive Bolkestein. La gauche le proposera en début du vote, mais sera aussitôt battue. (...) En effet, non seulement la droite est largement majoritaire, mais les pays est-européens, toutes tendances confondues, sont à cran contre ce qu’ils ont perçu comme xénophobe dans les campagnes du non français et hollandais. Ils croient que le principe du pays d’origine lèvera le protectionnisme mesquin dont ils se sentent victimes de la part des vieux États de l’Union. » Dans la séance plénière du Parlement européen du 14 février 2006, le clivage est-ouest est flagrant et les nombreux députés polonais de toutes tendances qui interviennent utilisent presque tous l'image du « plombier polonais » comme repoussoir contre ce qu'ils considèrent être du protectionnisme voire de la xénophobie.

### Autres dispositions du texte
Outre la fourniture de services transfrontaliers, objet de l'article 16, la directive services porte également sur :
- l’établissement d’une entreprise n’importe où dans l’UE : toute entreprise pourra remplir les formalités en ligne et par l’intermédiaire d’un point de contact unique. Les régimes d’autorisation seront plus clairs et plus transparents, tandis que la vérification de l’existence du « besoin économique » (procédure coûteuse imposant à une entreprise de prouver aux autorités qu’elle ne « déstabilise » pas la concurrence locale) ne sera plus permise. L’octroi des autorisations sera donc accéléré et les coûts pour les entreprises réduits ;
- une obligation de protection des consommateurs : les entreprises devront mettre à la disposition des consommateurs certaines informations clés et ne pourront pas défavoriser un consommateur pour des raisons de résidence ou de nationalité ;
- un meilleur contrôle des entreprises : les États membres devront renforcer leur coopération administrative afin d’assurer un contrôle amélioré et efficace des entreprises. D’un point de vue pratique, cette démarche passera notamment par un système électronique permettant aux autorités d’échanger des informations directement et efficacement. L'expérience montre cependant que cette coopération a souvent du mal à se mettre en place[17].

### Parcours législatif
On peut accéder aux différents documents relevant des différentes étapes de la procédure sur le site PreLex de la Commission européenne et sur l'observatoire législatif du Parlement européen.

#### Préparatifs au vote du Parlement européen
Au terme de son mandat en 2004, la Commission Prodi est remplacée par la Commission Barroso, et par conséquent Charlie McCreevy succède comme commissaire à Frits Bolkestein. L'eurodéputée SPD allemande d'origine française Evelyne Gebhardt est chargée de rédiger le rapport du Parlement européen sur la réécriture du projet de Frits Bolkestein, en cherchant un compromis entre les différentes positions. Son rapport propose :
- de limiter fortement le champ de la directive notamment en posant deux principes :
  - la législation communautaire spécifique prime sur la directive services
  - la directive n’affecte pas des instruments communautaires tels que Rome 1 et 2 (obligations contractuelles et non contractuelles), le détachement des travailleurs, la télévision sans frontières, la reconnaissance des qualifications professionnelles
- de réduire la portée du principe du pays d'origine en distinguant l'accès d’une entreprise au marché et l'exercice de son activité. Pour le premier règnerait la liberté d’accès à la totalité du marché européen pour quiconque est reconnu capable d’exercer une activité dans son propre pays. Pour le second, la règlementation locale s'appliquerait, quelle que soit l’origine de l'entreprise. En séance plénière, elle illustre sa proposition par cette métaphore : « Avec mon permis de conduire allemand, j'ai le droit de conduire en Angleterre, mais pas celui de rouler à droite[21]. »
- de retirer les services d'intérêt général et des services d'intérêt économique général du champ de la directive.

Le texte de Frits Bolkestein puis le rapport Gebhardt sont soumis pour avis aux représentants des groupes parlementaires dans dix commissions du Parlement européen, sous la responsabilité de la commission parlementaire IMCO (marché intérieur et de la protection des consommateurs de la commission parlementaire). Le 30 novembre 2005, le vote en commission IMCO montre que la droite, majoritaire, est alors toujours favorable au principe du pays d'origine et à l'inclusion des SIEG (mais pas des SIG) à la directive et opposée tant au compromis proposé par Évelyne Gebardht qu'au lancement d'un processus d'harmonisation.

#### Avis en première lecture du Parlement européen
Cependant, peu avant le vote en première lecture, les deux principaux groupes parlementaires, le Parti populaire européen (PPE) et le Parti socialiste européen (PSE), ont annoncé s'être mis d'accord sur un compromis sur des modifications à l'article 16 visant à supprimer la référence au principe du pays d'origine.
Le 14 février, le Parlement européen vote en première lecture plus d'une centaine d'amendements dont les grandes lignes sont les suivantes :
- Le « principe du pays d’origine » est supprimé par l'amendement 293/rév. 4 et remplacé par la réaffirmation du principe sensiblement équivalent[24]de libre prestation des services hors du pays dans lequel les prestataires de services sont établis ; les États membres ne peuvent imposer de barrières protectionnistes sur son territoire qui ne répondent à trois critères : non-discrimination à l'encontre de nationalités particulières, nécessité (l'État a à justifier ses mesures par des raisons d'ordre public ou de sécurité publique ou de protection de la santé et de l'environnement) et proportionnalité (les exigences doivent être propres à garantir la réalisation de l'objectif poursuivi, et ne pas aller au-delà de ce qui est nécessaire pour atteindre cet objectif) ; l'article 16-3 donne une liste non exclusive de comportements considérés comme protectionnistes et non autorisés (par exemple l'obligation pour le prestataire d'avoir un établissement sur leur territoire ou encore l’obligation, pour le prestataire, de posséder un document d’identité spécifique à l’exercice d’une activité de service délivré par leurs autorités compétentes).
- La suppression du principe du pays d'origine, apparaît dans l'alinéa (Article 16, 3 bis) suivant qui rappelle que l'État membre d'accueil peut imposer ses exigences si elles respectent les critères traditionnels prévus par la CJCE (voir plus haut) et que le noyau dur (minimal) du droit social, y compris les conventions collectives du lieu de l’activité des services, s’imposent (directive détachement voir plus haut):

« Les présentes dispositions n'empêchent pas un État membre dans lequel le prestataire de service se déplace pour fournir son service d'imposer des exigences concernant la prestation de l'activité de service, pour des raisons d'ordre public, de sécurité publique, de protection de l'environnement et de santé publique. Elles n'empêchent pas non plus les États membres d'appliquer, conformément au droit communautaire, leurs règles concernant les conditions d'emploi, notamment celles qui sont établies dans les conventions collectives. »

Cette modification est minimisée voire niée par certains souverainistes de gauche ou de droite au motif que le contenu du principe de libre prestation est équivalent à celui du Principe du Pays d'Origine (voir plus haut). D'autres observateurs soulignent que la démarche de libéralisation des services suivie par l'UE se fait au détriment des principes du droit social.
- Certains services ont été exclus : tous les services d'intérêt général (SIG) qui étaient déjà exclus dans la proposition de Bolkestein, les services sociaux (amendements 252 et 318), les agences de travail intérimaire (amendement 300) et les agences de sécurité (302 et 332) ; via l'article 2.2 les services financiers, services et réseaux de communications électroniques, services de transports ainsi que les services juridiques (77), les soins de santé (78), les services audiovisuels, les jeux d’argent et les loteries, les professions et les activités qui participent à l’exercice de l’autorité publique (par exemple les notaires), la fiscalité. Tous les services d'intérêt économique général (SIEG) ne sont cependant pas, comme celui de la santé, exclus du champ de la directive, par exemple l'enseignement privé sous contrat avec l'État en France (qui est un SIEG mais pas un SIG). D'une manière générale certains services sont non concernés par la directive car ils font déjà l'objet d'une directive spécifique (audiovisuel : directive TSF; transports; banques - assurances; télécommunication...). Les services relevant de l'autorité publique sont par principe exclus.

Par rapport au compromis PSE-PPE annoncé avant le vote, la mention de la « politique sociale » et de la « protection des consommateurs » a disparu des domaines explicites dans lequel un État pourra imposer sa loi, mais ceci est déjà assuré ailleurs dans la législation européenne.
Les amendements supprimant le principe du pays d'origine sont adoptés à une très forte majorité rendant peu probable que le Conseil revienne dessus lors de sa lecture. Le texte final est approuvé par 394 voix pour contre 215 et 33 abstentions qui se répartissent ainsi (classement par poids électoral) :
- Parti populaire européen (droite) : 186 pour[28], 32 contre[29], 16 abstentions ;
- Parti socialiste européen (socialistes, sociaux-démocrates, travaillistes) : 135 pour[30], 35 contre[31], 9 abstentions ;
- Alliance des démocrates et des libéraux pour l'Europe (ADLE), dont l'UDF) : 61 pour, 13 contre[32], 1 abstention ;
- Gauche unitaire européenne/Gauche verte nordique (GUE/NGL y compris le PCF) : 39 contre ;
- Verts/ALE : 38 contre[33] ;
- Indépendance/Démocratie (Ind/DEM) (souverainistes entre autres Philippe de Villiers) : 5 pour, 22 contre, 1 abstention ;
- Non-inscrits (Front national…) : 1 pour, 21 contre, 3 abstentions ;
- Union pour l'Europe des nations (conservateurs non membres du PPE) : 6 pour, 15 contre[34], 3 abstentions ;

Les votes contre correspondent soit au point de vue que le texte reste encore trop proche de l'ex-projet de directive Bolkestein comme chez Philippe de Villiers, soit au contraire au regret de l'abandon du principe du pays d'origine (notamment chez les députés libéraux et/ou des pays de l'Est).
Le député européen PCF Francis Wurtz justifie le vote contre du groupe GUE/NGL par l'échec des deux principaux amendements de son groupe. Le premier visait à traiter le cas des SIEG dans une directive spéciale et donc à les exclure tous du champ de cette directive, amendement qu'il justifie paradoxalement par des dispositions spécifiques du traité établissant une constitution pour l'Europe, bien que ce traité, que son parti avait décrit comme un danger pour les services publics dans l'Union européenne, ne soit pas ratifié. Le second amendement proposant de remplacer purement et simplement le principe du pays d'origine par celui du « principe du pays de destination » ; il est repoussé par 527 voix (immense majorité du Parlement, dont les partis de gauche comme le PSE et le Parti vert européen) contre 105 (GUE + souverainistes + les membres français et belges uniquement du PSE) parce qu'il est jugé "simpliste, et potentiellement protectionniste [à l'encontre les pays de l'Est]".
Le texte final, privé d'une grande partie de son élan et relativement édulcoré, apparaît satisfaire la Confédération européenne des syndicats. Elle estime que l'avis en première lecture du Parlement européen lui a donné gain de cause sur ses 5 exigences : primat de la législation du travail notamment sur les détachements des travailleurs ; exclusion des secteurs sensibles tels que l'intérim ou les services de sécurité privée ; respect des droits fondamentaux de négociations et d’actions collectives ; exclusions des SIG et de certains SIEG tels que la santé ; abandon du principe du pays d'origine.

#### Position commune du Conseil
Après la résolution législative du Parlement européen (première lecture), les gouvernements des États membres doivent parvenir au sein du Conseil de l'Union européenne à une position commune (c'est selon le Traité l'acte par lequel le Conseil conclut la 1re lecture).
Le 23 septembre 2003, le Parlement européen avait modifié en profondeur une autre directive très controversée - également présentée par l'ex-commissaire Frits Bolkestein - sur les brevets logiciels en Europe. Le Conseil de l'Union européenne avait alors tenté de passer outre et voté en première lecture un texte ne reprenant presque aucun des amendements du parlement européen. Ce contournement du Parlement européen s'avérera par la suite contre-productif : remonté par ces « inélégances », le Parlement européen mettra son veto à la directive brevets logiciels le 6 juillet 2005 par 648 voix contre 14. C'est au vu de cette expérience que le Conseil doit décider au non de reprendre l'essentiel des amendements du Parlement européen à la directive services.
Les 23 et 24 mars 2006, le sommet des chefs d'État surprend les observateurs en abordant le sujet de la directive Services. Il y appuie dans sa conclusion no 57 du sommet des chefs d'État le travail du Parlement européen :
«  Rappelant ses conclusions de mars 2005 et les conclusions du Conseil "Compétitivité" du 13 mars 2006, le Conseil européen souligne qu'il faut rendre le marché intérieur des services
pleinement opérationnel tout en préservant le modèle social européen, en parvenant à un large consensus sur la directive concernant les services. Le Conseil européen accueille avec satisfaction le vote intervenu au Parlement européen et attend avec intérêt la proposition modifiée de la Commission. Il prend bonne note de l'intention de la Commission de fonder dans une large mesure la proposition modifiée sur le résultat de la première lecture du Parlement européen et espère que les institutions seront en mesure de faire aboutir rapidement le processus législatif. »
Le 4 avril 2006, la Commission européenne adopte une proposition modifiée. Selon Évelyne Gebhardt, il reprend 95 % des modifications apportées par le Parlement européen.
Pour suivre la position de la Commission (c’est-à-dire le compromis trouvé au Parlement et repris à son compte pas la Commission) les gouvernements des États réunis au sein du Conseil européen doivent parvenir à dégager une majorité qualifiée en leur sein, alors qu'ils sont très divisés entre partisans d'une ouverture des marchés et partisans du maintien de protections nationales. S'ils souhaitent s'écarter de cette position ils doivent en revanche être unanimes, ce qui paraît impossible. Cette différence est due aux dispositions de l'article 250 du Traité de Rome (inchangées depuis 1957) qui donnent à la Commission européenne le monopole de l'initiative. Le Conseil se rallie à la position médiane du Parlement soutenue par la Commission, le 29 mai 2006, un an après le rejet par les Français du traité établissant une Constitution pour l'Europe.
La Confédération européenne des syndicats se félicite de cet accord tout en souhaitant que soient apportées lors de la seconde lecture du parlement européen des "garanties" supplémentaires
D'autres commentateurs se montrent nettement plus réservés, considérant que les nombreux amendements apportés au texte initial l'ont vidé de sa substance. Le Wall Street Journal estime qu'en l'état, la directive échoue à réaliser son objet : la libéralisation des services au sein de l'UE ; D. Godefridi (Institut Hayek) écrivait dans le Figaro : « les services représentent 70 % de l'économie européenne. En ne les libéralisant pas, l'UE reste en deçà de l'objectif des traités fondateurs de 1957 : il n'y a pas de marché commun européen. Depuis dix ans, l'intégration économique européenne recule. Ce qu'ont en définitive enterré les élites politiques européennes le 30 mai 2006, c'est l'essence même du projet européen. »
Des travaux récents d'économistes soulignent cependant que le diagnostic de faiblesse des échanges de services, comme l'idée selon laquelle la directive aurait été vidée de son contenu, sont très certainement erronés.

#### Adoption
La position commune est transmise au Parlement qui le vote en 2e lecture le 15 novembre 2006. La directive (no 2006/123/CE) est adoptée le 12 décembre 2006, et elle est parue au JOUE du 27 décembre 2006.

## Contenu
La directive visait la mise en place du « principe du pays d'origine », qui donne la possibilité d'employer, dans un État membre, un salarié d'une entreprise de services d'un autre État membre. Ce dernier resterait soumis aux règles de son pays (cotisation, retraite, …). Cela risquait notamment de créer un problème du dumping social et fiscal, ce qui fit l'objet de débats en Europe.

## Mise en œuvre de la directive Services
Une directive nécessite la promulgation de textes de transposition de ses dispositions ou de certaines d'entre elles dans le droit national interne.

### Transposition de la directive Services
Les États membres disposaient de 3 ans à compter de la publication de la directive, c’est-à-dire jusqu’au 28 décembre 2009, pour assurer sa transposition. Cette date-limite n'a toutefois pas été respectée dans tous les pays. La Commission européenne a adressé en juin 2010 un avis motivé à douze États membres qui n'ont pas achevé la transposition.
La France a remis en janvier 2010 à la Commission européenne un rapport sur l'état de transposition de la directive, qui fait le point sur les mesures législatives ou réglementaires qui demeurent à prendre.

## Proposition de directive-cadre sur les services publics
Parallèlement au vote sur la directive services, le groupe socialiste du Parlement européen élabore le 30 mai 2006, avec l'aide des représentants du Comité des régions, des entreprises de services publics et des syndicats européens, une proposition de directive sur les services publics dans l'Union européenne. Dans son article 5 (Relations avec les autres dispositions du droit communautaire), la proposition de directive précise que les dispositions primeraient sur les dispositions de la directive service qui seraient incompatibles.
Ce texte n'a toutefois qu'une portée symbolique puisque seule la Commission -sur recommandation du Conseil- a le pouvoir d'initiative en matière législative.

## Compléments